# Тарновский, Ян Дзержислав
Ян Дзержислав Тарновский (пол. Jan Dzierżysław Tarnowski; 11 января 1835, Горохов — 11 мая 1894, Дзиков) — польский политик и помещик. Один из лидеров Галицких консерваторов.

## Биография
Представитель польского дворянского рода Тарновских герба «Лелива». Родился 11 января 1835 года в Горохове. Старший сын графа Яна Богдана Тарновского (1805—1850) и Габриэлы Малаховской (1800—1862).
В период январского восстания 1863 года член тайного провинциального совета Западной Галиции. В 1867—1876 и 1881—1892 годах — депутат Галицкого краевого сейма, в 1886—1890 годах был его маршалом. Как маршал подал в отставку вместе с наместником Галиции, которым был в 1888—1895 годах, в знак протеста против отказа императора Франца-Иосифа привезти мирские останки Адама Мицкевича в Краков, но он не был принят, и император дал согласие. В 1869—1870, 1873—1877 и 1879—1885 годах — депутат Рейхсрата Австро-Венгрии; с 1881 пожизненный член Палаты господ; в 1867—1870 годах — председатель уездного отдела уездного совета в Мельце. В 1885—1886 и 1891—1894 годах был президентом Краковского сельскохозяйственного общества.
Похоронен в склепе Тарновских в церкви доминиканцев в Тарнобжеге.

## Семья
25 июля 1861 года в Кракове Ян Джержислав Тарновский женился на графине Софии Замойской (30 октября 1839 — 30 декабря 1930), дочери графа Здислава Яна Анджея Замойского (1810—1855) и Юзефы Валицкой (1808—1880). У супругов было четверо детей:
- Здислав Ян Тарновский (5 июня 1862 — 24 ноября 1937), женат с 1897 года на графине Софии Марии Розе Потоцкой (1879—1933)
- Юлиуш Стефан Юзеф Тарновский (4 апреля 1864 — 3 октября 1917), 1-я жена с 1893 года Мария Габриэла Скарженская (1868—1894); 2-я жена с 1897 года графиня Анна Браницкая (1876—1953)
- Адам Амор Тарновский (4 марта 1866 — 10 октября 1946), жена с 1901 года княжна Мария Аниэла Святополк-Четвертинская (1880—1965)
- София Тарновская (29 июня 1869 — 2 августа 1954), муж с 1890 года Станислава Семеновского-Левицкого (1864—1918)[2][3][4][5].